# Коломієць Олександр Васильович
Олекса́ндр Васи́льович Коломі́єць (нар. 10 січня 1976 — 21 серпня 2014) — молодший лейтенант Збройних сил України, учасник російсько-української війни.

## Життєвий шлях
Народився 1976 року в місті Кілія (Одеська область). Закінчив Кілійське СПТУ, 323-тю школу прапорщиків, Одеський державний політехнічний університет. Командир взводу 145-го окремого ремонтно-відновлювального полку (Миколаїв). У Збройних силах України служив понад 15 років.
Загинув 21 серпня 2014-го під час обстрілу з РСЗВ «Град» російськими бойовиками. Тоді ж смертельних поранень зазнав сержант Артур Фігурський.
Без Олександра лишилися дружина  та донька 2007 р.н.
Похований в Кілії.

## Нагороди та вшанування
За особисту мужність і героїзм, виявлені у захисті державного суверенітету та територіальної цілісності України, вірність військовій присязі під час російсько-української війни, відзначений — нагороджений
- орденом Богдана Хмельницького III ступеня (14.3.2015, посмертно)
- в листопаді 2015-го у Кілійській ЗОШ № 2 відкрито меморіальну дошку випускнику Олександру Коломійцю.
- Його портрет розміщений на меморіалі «Стіна пам'яті полеглих за Україну» у Києві: секція 3, ряд 4 місце 7
- Вшановується 21 серпня на щоденному ранковому церемоніалі вшанування українських захисників, які загинули цього дня у різні роки внаслідок російської збройної агресії[1]